# فيرخني زغيد
فيركنيي زغيد (بالروسية: Верхний Згид) هي مدينة في جمهورية أوسيتيا الشمالية - ألانيا في روسيا.
يبلغ عدد سكانها حوالي 201   نسمة.